# Mariene ecoregio Zuidelijk Java
De Mariene ecoregio Zuidelijk Java (119) (Engels: Southern Java marine ecoregion) is een biogeografische regio en ligt in het oosten van de Indische Oceaan in de Mariene provincie Transitioneel Java (27) in het Marien rijk Centrale Indo-Pacific. De mariene ecoregio is vastgesteld door het World Wide Fund for Nature en The Nature Conservancy en is vernoemd naar Java.
In het noordwesten grenst het gebied aan de mariene ecoregio Westelijk Sumatra (111), in het noorden aan de mariene ecoregio Sundaplat/Javazee (117), in het oosten aan de mariene ecoregio Kleine Sunda-eilanden (132) en in het zuiden aan de mariene ecoregio Cocos-Keeling/Christmaseiland (120).

## Geografie
De mariene ecoregio ligt in het oosten van de Indische Oceaan voor de zuidwestkust van Indonesië. Het gebied strekt zich uit van de stad Bengkulu op Sumatra tot aan het zuidoostelijke uiteinde van het eiland Java en omvat ook het eiland Enggano. Het gebied ligt tussen Sumatra en Java ook in de Straat Soenda en in een klein stukje van de Javazee met daar de Duizendeilanden.
Door het gebied stroomt de Zuid-Javastroom.

## Biogeografie
Het gebied kent zeeleven dat houdt van tropische temperaturen.